# Sarcosuchus hartti
Sarcosuchus hartti es una especie de crocodilomorfo extinto de la familia de los folidosáuridos, y miembro del género Sarcosuchus, al que también pertenecía la especie mejor conocida S. imperator. A diferencia de esta especie del África del Norte, S. hartti fue hallado en América del Sur, en Brasil.

## Historia y descripción
Sarcosuchus hartti ha tenido una complicada historia taxonómica. Fue descubierto en 1867 por un naturalista estadounidense, Charles Frederick Hartt cerca de una estación de tren en la zona de Recôncavo, en el estado de Bahia, en el noreste de Brasil. Hartt remitió los fósiles encontrados —dientes, osteodermos y un fragmento de la mandíbula— al paleontólogo estadounidense Othniel Charles Marsh, quien posteriormente publicó su descripción científica en la revista American Journal of Science, en 1869, nombrando sobre la base de estos restos dos nuevas especies: Thoracosaurus bahiensis, con dientes pequeños fuertemente estriados y Crocodilus hartti, con dientes grandes y algo rugosos. El nombre específico de hartti honra a Charles Hartt. Hallazgos posteriores de crocodilianos en la zona fueron atribuidos a una especie descrita por Edward D. Cope, Hyposaurus derbianus de Pernambuco; en 1907 Mawson y Woodward reclasificaron todo el material como perteneciente al género Goniopholis, con las especies G. bahiensis y G. hartti, incluyendo esta última los restos adicionales encontrados hasta entonces.
La situación de estos restos fósiles quedó así hasta un reestudio de los mismos hecho por Eric Buffetaut y Philippe Taquet en 1977. En dicho estudio examinaron los restos comparándolos con los del género Sarcosuchus de Níger descrito por Taquet en 1966. Los restos mostraron mayores similitudes a Sarcosuchus que a Goniopholis, por ejemplo los restos brasileños y norteafricanos poseían una muy alargada sínfisis mandibular, indicador de un cráneo de hocico largo, en tanto que Goniopholis poseía un hocico más corto, y por lo tanto su sínfisis era igualmente corta. Las mandíbulas de ambos crocodilianos eran de forma espatulada en la parte anterior, con el primer y segundo alvéolo de los dientes muy pequeño y el tercer y cuarto agrandados, los dientes son de tamaño y forma similar, con la misma ornamentación del esmalte dental en forma de rugosidades sinuosas. La atribución a Goniopholis, basada en la forma de los osteodermos (escudos óseos), no parece probable dado que se basa en la presencia de una protuberancia en los mismos, que es común a otros crocodilianos mesozoicos como Steneosaurus. Otros restos de Bahia atribuidos a Thoracosaurus bahiensis y a Hyposaurus no pueden ser atribuidos a nivel de género o especie, y su asignación se basaba en la idea de que los sedimentos del área son del Cretácico Superior, cuando son del Cretácico Inferior.
Buffetaut y Taquet por lo tanto concluyeron que la especie debía ser reasignada a Sarcosuchus, manteniendo la separación de los restos africanos y suramericanos en dos especies distintas (S. hartti y S. imperator) dada la separación geográfica, pero su nivel de similitud es tal que no podían descartar que en realidad fueran una sola especie, si bien dicha hipótesis sólo podría ser contrastada con el hallazgo de restos adicionales.
Sarcosuchus hartti era un animal de gran tamaño. El cráneo de S. imperator mide 1,8 metros de largo, con un cuerpo de 11 a 12 metros de largo, por lo que es uno de los mayores crocodilianos conocidos; por su parte el resto craneal de S. hartti mide 43 centímetros de longitud, si bien es apenas el fragmento anterior de la sínfisis mandibular, por lo que puede suponerse un tamaño similar al de la especie africana, convirtiéndolo en uno de los grandes depredadores de su ecosistema.
La similitud de Sarcosuchus hartti a su pariente africano apoya la idea de que durante el Cretácico Inferior (Aptiense) las faunas de América del Sur y África estaban en contacto; desde entonces similares faunas se han encontrado a ambos lados del Atlántico. En la fauna de Níger, de la que procede S. imperator, también se han hallado otros géneros de animales del Cretácico brasileño como los peces Lepidotus y Mawsonia, y el crocodiliano notosuquio Araripesuchus, junto con dinosaurios espinosáuridos.